# پیتر فلچر (بازیکن فوتبال)
پیتر فلچر (انگلیسی: Peter Fletcher؛ زادهٔ ۲ دسامبر ۱۹۵۳) بازیکن فوتبال اهل بریتانیا است.
از باشگاه‌هایی که در آن بازی کرده‌است می‌توان به باشگاه فوتبال هادرزفیلد تاون، باشگاه فوتبال هال سیتی، باشگاه فوتبال استوک‌پورت کانتی، و باشگاه فوتبال منچستر یونایتد اشاره کرد.